# Rucha Pujari
Rucha Pujari (2 de julho de 1994) é uma jogadora de xadrez indiana. É atualmente a Mestre Internacional Feminina e foi anteriormente vencedora do título de mestre feminina da FIDE em 2006. 
Nasceu em Colhapur, ela teve contato com o jogo de xadrez com seis anos de idade junto de seu irmão no ano 2000. Ela venceu o seu primeiro campeonato estadual em 2001 jogando no sub-7, seguido da vitória do campeonato nacional sub-7 em Chennai.
Recebeu o prêmio Shiv Chhatrapati, maior premiação esportiva homenageando anualmente os jogadores de Maharashtra dada pelo governo de Maharashtra, Índia.

## Carreira no xadrez

### Eventos mundiais
Pujari foi representar a Índia em inúmeros campeonatos mundiais de xadrez juvenil em 2009, incluindo o sub-16 feminino realizado na Antália, Turquia, e em 2012; o sub-18 feminino que aconteceu na Eslovênia.
Ela também representou a Índia duas vezes em um dos maiores eventos mundiais de xadrez; o campeonato mundial de xadrez júnior, ocorrido em Kocaeli, Turquia, em 2013, e o outro em Pune, Índia, em 2014.

### Eventos na Ásia
Pujari jogou em seu primeiro evento asiático quando ela tinha nove anos. Ela representou a Índia no campeonato asiático juvenil sub-10, realizado em Calecute, 2003, onde ela conquistou a medalha de prata. No ano seguinte, ela foi para o mesmo evento e ganhou medalha de ouro, o evento aconteceu em Singapura. Junto de sua medalha individual, ela também conquistou a medalha de ouro por equipe naquele evento e Pujari reivindicou o título feminino FIDE mestre (sigla em inglês: WFM).

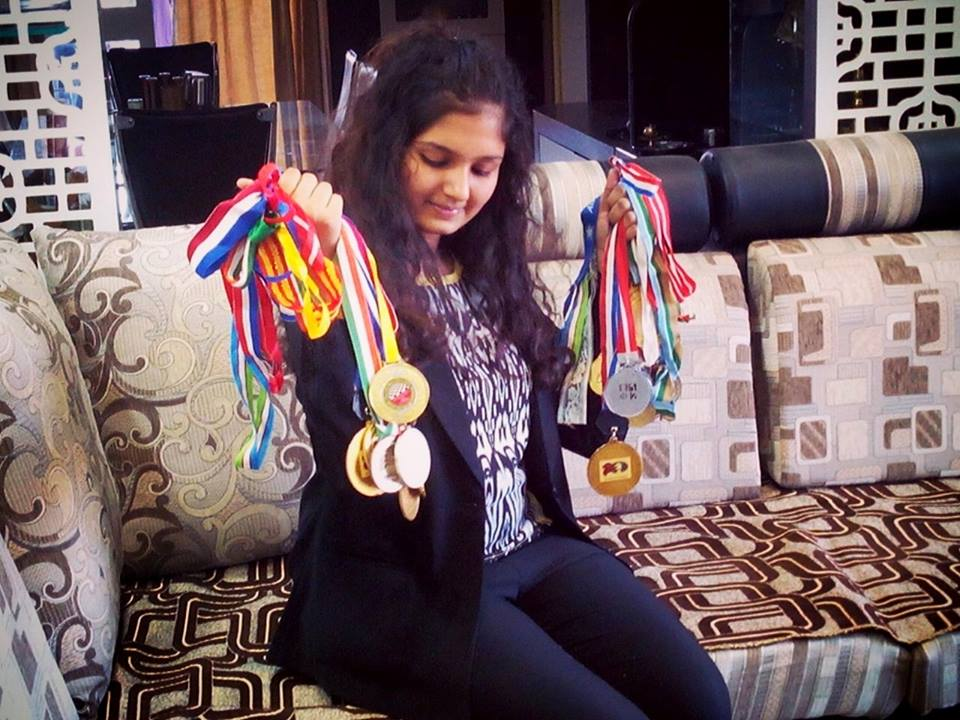
Rucha Pujari com sua coleção de medalhas do nacional asiático entre as nações e eventos mundiais

Em 2009, ela alcançou medalha de prata no campeonato feminino sub-16 que foi realizado em Nova Delhi. No ano seguinte ela assegurou medalha de bronze no mesmo evento, que foi realizado em Pequim, China. A equipe indiana ganhou medalha de ouro naquele evento.
Sua conquista mais notável é a vitória no campeonato asiático feminino de xadrez sub-18 que foi realizado nas Filipinas no ano de 2011.
Em 2012, Pujari se qualificou para jogar o campeonato asiático júnior de xadrez feminino que aconteceu em Tasquente, Uzbequistão. Ela performou bem, porém foi derrotada no jogo final, deixando-a com a medalha de bronze. Ela alcançou seu segundo mestre feminino internacional naquele torneio. Ela também assegurou outra medalha de bronze no campeonato asiático júnior feminino de xadrez blitz, que foi organizado após o evento clássico. Em 2013, ela representou a Índia no campeonato asiático feminino júnior realizado em Xarja, EAU, quando ela garantiu a 7ª posisão.

### Eventos entre países
Rucha já participou de inúmeros campeonato de xadrez entre países, incluindo uma vitória valendo ouro em 2006 — no sub-12 feminino em Mumbai.
Ela também participou do campeonato entre países sub-16 que foi realizado em Singapura no ano de 2009, onde ela assegurou a quinta posição.

### Eventos nacionais
Pujari participou do campeonato nacional sub-7 que foi realizado no Chenai, e venceu o torneio conquistando o seu primeiro título nacional.
Em 2008, Pujari ganhou medalha de prata no campeonato nacional de xadrez júnior sediado em Mangalor

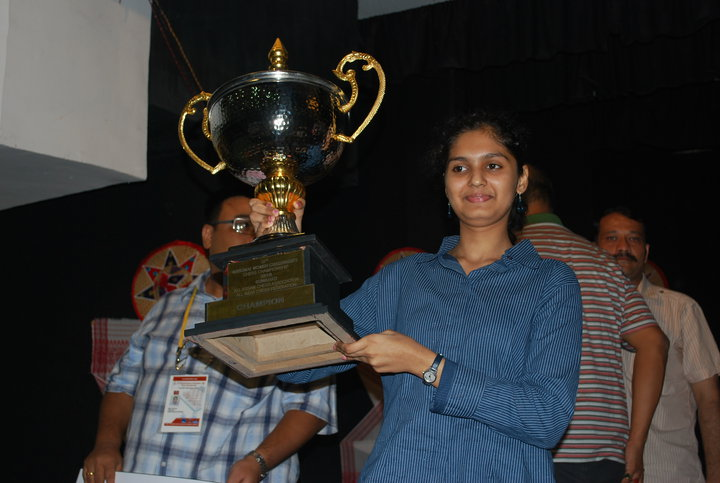
WFM Rucha Pujari após vencer o 37° campeonato nacional de xadrez feminino dos desafiantes (2010) em Guwahati.

Em agosto de 2010, quando ela tinha 16 anos, Pujari venceu um dos maiores torneios da Índia — o campeonato nacional de xadrez feminino dos desafiantes, realizado em Guwahati.
No campeonato nacional de xadrez júnior realizado em Goa, 2011, Pujari conquistou o troféu de vice-campeã. Uma das vitórias mais notórias de Pujari veio em 2012, quando ela participou do 27° campeonato nacional júnior feminino de xadrez, realizado em Ajmer, Rajasthan. Ao chegar na quarta rodada, ela pontuou 9/11 e se tornou a campeã, portanto recebendo o seu quarto título nacional até agora. No ano seguinte, no campeonato nacional júnior feminino — realizado em Lucnau, ela marcou 9 pontos novamente de 11 pontos possíveis, mas desta vez empatou em primeiro lugar. Ela foi declarada vice-campeã no sistema buchholz.
Além disso, Pujari também participou do campeonato nacional feminino entre equipes que foi realizado em Haiderabade em 2013. Sua equipe, PSPB, ganhou medalha de bronze, enquanto ela foi premiada com medalha de prata por seu desempenho individual no placar principal.

### Outros torneios maiores

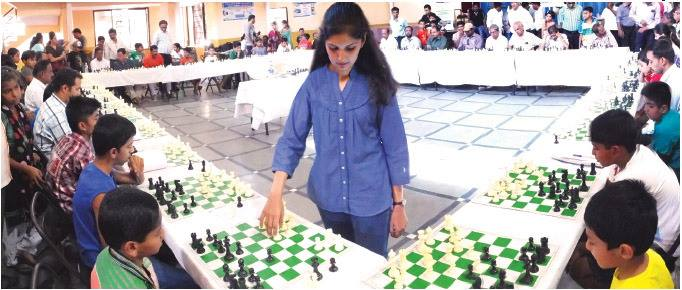
Pujari jogando contra 38 jogadores em uma exibição de xadrez simultâneo em Kolhapur, maio de 2014

Pujira já representou a Índia em vários torneios internacionais tais como o campeonato aberto da vila de Sort (2009, Espanha), campeonato da cidade de Balaguer (2009, Espanha), campeonato da vila de Benasque (2009, Espanha), torneio aberto de Mosco (2013, Rússia), 2° grande aberto europeu (2013, Bulgária) entre outros. Ela conquistou seu terceiro prêmio internacional no Aeroflot aberto (B) em 2017, que foi realizado em Moscou, Rússia e ganhou o título internacional feminino de mestre.
Pujari já participou duas vezes da liga de xadrez Maharashtra, que foi realizada em Pune. Em 2013, ela jogou pela equipe Damas de Ahmednagar, que conseguiu garantir o terceiro lugar no torneio. Em 2014, Pujari fez parte do time Batalhadores de Jalgaon, que eventualmente foi vencedor da segunda edição da liga.

## Transmissões
Pujari iniciou transmissões interativas e educativas de xadrez na Twitch em outubro de 2020. Ela continuou stremando exclusivamente na Twitch; tornando-se a primeira mulher indiana com título de jogadora a ser parceira da Twitch. Ela também fez transmissões de Lichess e Chessdom. Suas transmissões colaborativas incluíam jogadores de alto nível do xadrez tais como Pentala Harikrishna, Baadur Jobava, Chelsie Monica Ignesias Sihite, grandes plataformas como Chessbase Índia, Samay Raina entre outros. O crecimento do canal de Pujari pode ser atribuído pelo grande interesse no xadrez online no período relacionado a pandemia de COVID-19 e a popularidade da minissérie "O Gambito da Rainha".

## Divulgação do xadrez
Pujari tomou parte ativamente da promoção do xadrez através de conversas, eventos e sessões de treinamento curtas. Ela jogou uma exibição promocional simultânea de xadrez em maio de 2014, organizada pelo banco de Maharashtra, em que 38 jogadores entraram no evento para competir. Ela venceu 36 partidas, enquanto duas terminaram em empate. Ela é também autora do livro intitulado de "Lindos Quebra-Cabeças".

## Grandes partidas
- GM Tan Zhongyi vs. WIM Rucha Pujari, aberto feminino de Shaoxing (2019), abertura italiana, dois cavalos defensivos, defesa Polerio, bispo na linha de check (C58), 0–1.[38]